# Trinity East
Trinity East is een dorp in de Canadese provincie Newfoundland en Labrador. Het plaatsje ligt op het schiereiland Bonavista aan de oostkust van het eiland Newfoundland.

## Geografie
Trinity East maakt deel uit van Trinity Bight, een groep van dertien dicht bij elkaar gelegen nederzettingen aan de gelijknamige bocht van Trinity Bay. Het dorp ligt in gemeentevrij gebied aan de zuidkust van Bonavista en grenst in het oosten aan de gemeente Port Rexton, in het zuiden en westen aan zee en in het noorden aan bebost gebied.
Een kilometer ten zuidoosten van het plaatsje, aan de overkant van de zee-inham waaraan het gelegen is, ligt het historische dorp Trinity.

## Demografie
De designated place Trinity East kent de laatste decennia, net zoals de meeste afgelegen plaatsen op Newfoundland, een sterk dalende demografische trend. Tussen 1991 en 2021 daalde de bevolkingsomvang van 180 naar 79. Dat komt neer op een daling van 101 inwoners (-56,1%) in dertig jaar tijd.
| Demografische ontwikkeling van Trinity East tussen 1991 en 2021 |
| --------------------------------------------------------------- |
|                                                                 |
| Bron: Statistics Canada (1991–1996, 2001–2006, 2011–2016, 2021) |

## Galerij

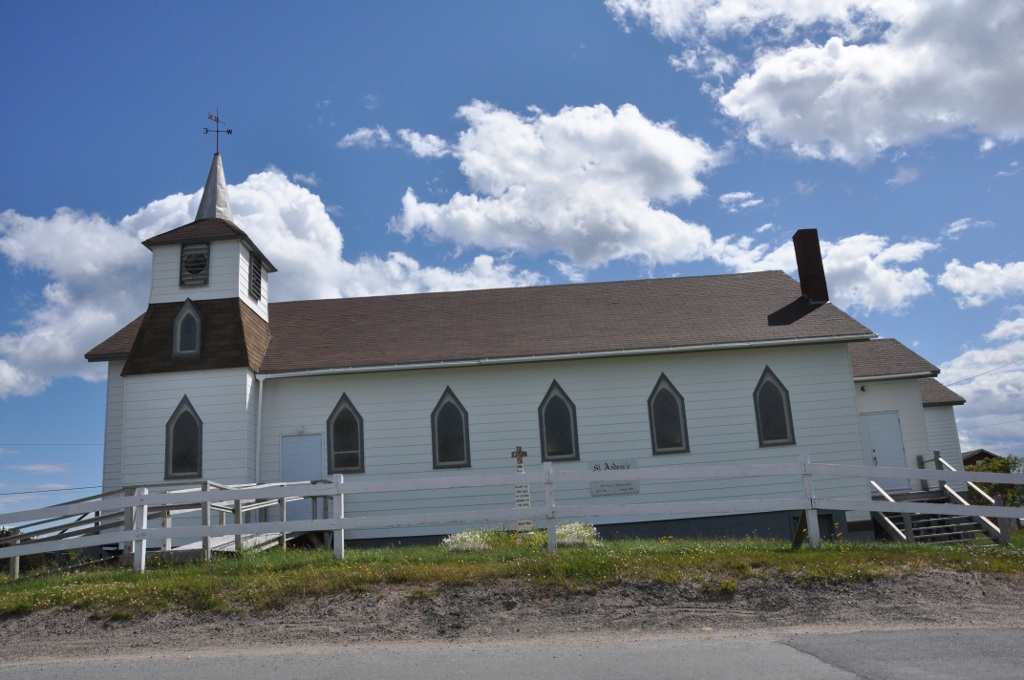
De Sint-Andrieskerk van Trinity East
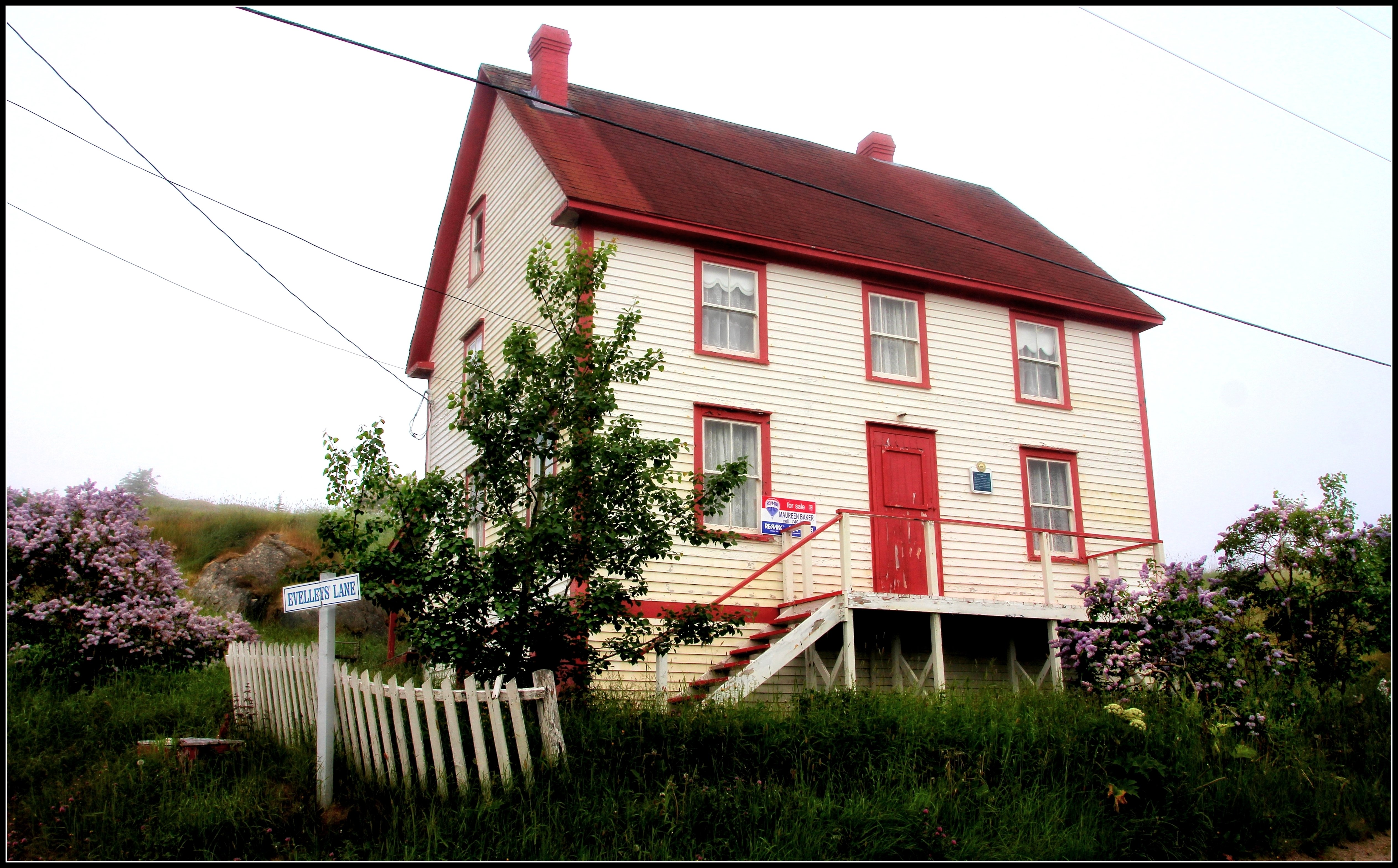
Het 19e-eeuwse Evelley House
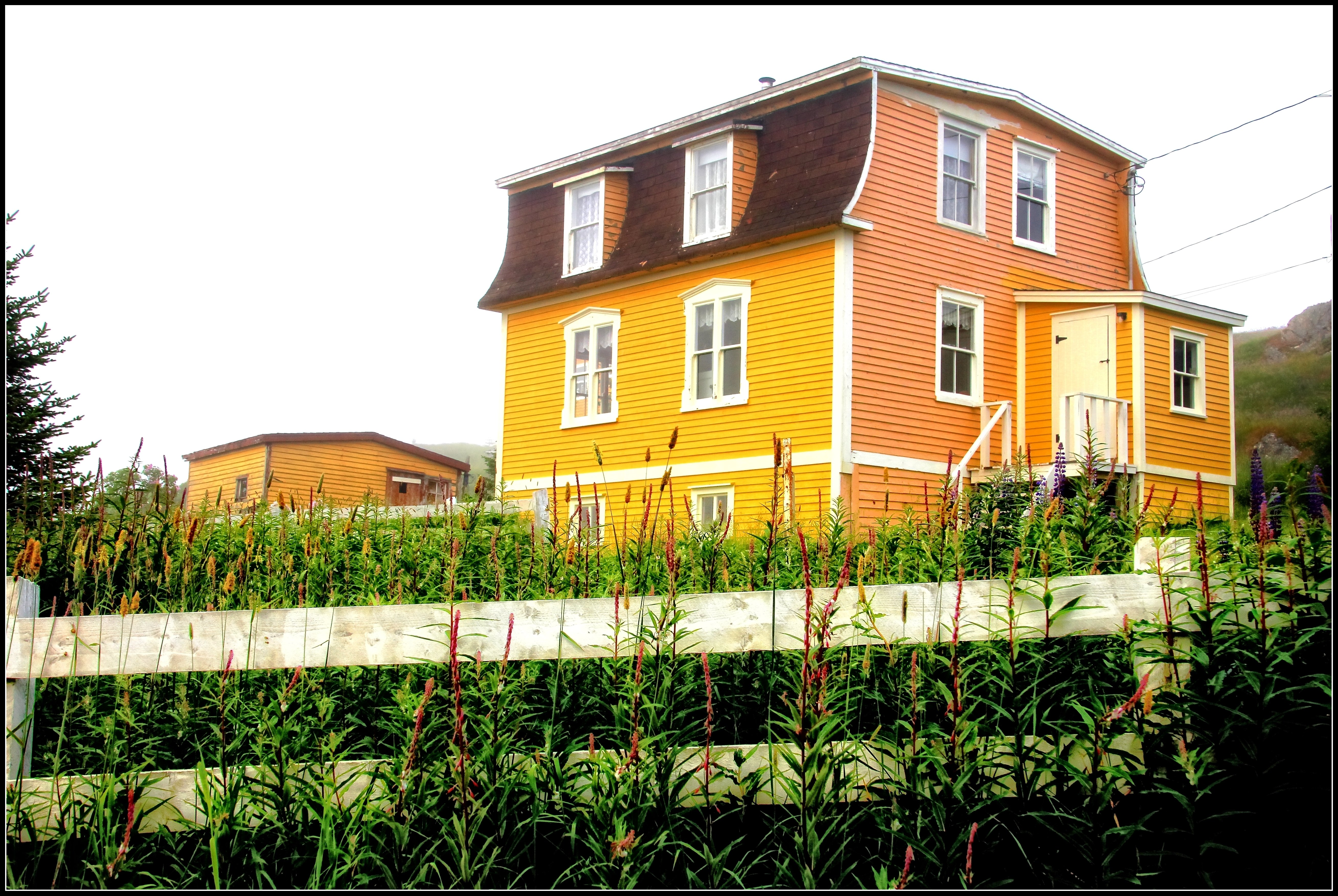
Een typisch kleurrijk houten gebouw
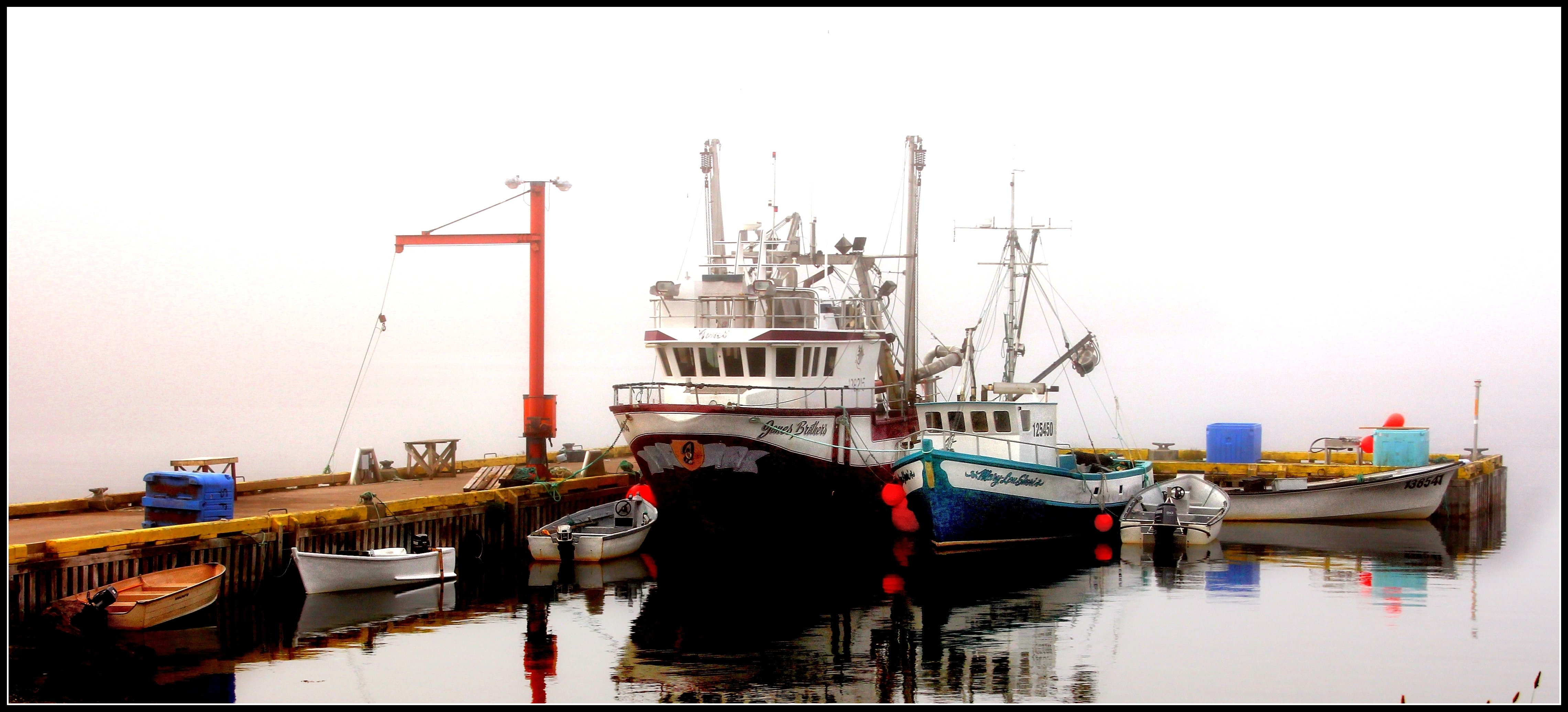
Vissersboten in de haven